# Norman (Arkansas)
Norman è un comune degli Stati Uniti d'America, situato in Arkansas, nella contea di Montgomery.